# Basílica de Santissimo Salvatore
La basílica del Santisimo Salvador (en italiano: basilica del Santissimo Salvatore), habitualmente llamada basílica de San Mauro (basilica di San Mauro) es una antigua iglesia de Pavía que fue fundado originalmente en 657 por el rey lombardo Ariberto I para convertirse en mausoleo familiar de los reyes lombardos de la entonces gobernante dinastía bávara. Fue reconstruida por primera vez en el año 970 gracias a la reina Adelaida, que fundó el monasterio de San Salvador junto a la iglesia, confiándolo a una comunidad benedictina. En la segunda mitad del siglo XV se construyó la actual basílica sobre el terreno de la anterior iglesia medieval. Entre los siglos XV y XVI, la iglesia fue ricamente decorada con frescos en su interior. En el siglo XVIII la iglesia y el monasterio contiguo se transformaron en cuarteles y depósitos militares. La iglesia fue recuperada y reabierta al culto el 21 de mayo de 1901.
En 2018/2019, se realizaron algunas excavaciones arqueológicas en el interior del claustro que sacaron a la luz una zona de cementerio (las investigaciones aún siguen en curso) donde, tal vez, se reubicaron los cuerpos de los soberanos lombardos previamente enterrados dentro de la basílica.

## Historia
El primer testimonio relativo a la iglesia es del historiador Pablo el Diácono, que se refiere a la fundación de una "iglesia del Salvador" por Ariberto I, rey de los lombardos del 653 al 661, para construir un lugar para su sepultura, como así como sus hijos Pertarito y Godeberto y sus sobrinos Cuniberto, Liutperto (por supuesto que no) y Ariberto II, creando así un mausoleo de la dinastía bávara, así como para celebrar la conversión definitiva de los lombardos al catolicismo.
El núcleo original de la iglesia data del año 657. La iglesia medieval de Santissimo Salvatore fue iglesia-mausoleo de ilustres reyes lombardos. Ariberto I con su hijo Pertarito, su sobrino Cuniberto, Liutperto y Ariberto II fueron enterrados allí.
Adelaida de Italia, reina consorte de Italia (de 947 a 950, como esposa de Lotario II de Italia, y posteriormente de 962 a 973, como esposa de Otón I) decidió reconstruir tanto la iglesia como el monasterio desde los cimientos. En 971 confió el monasterio a la Orden Benedictina y la organización religiosa a Mayolo de Cluny. Con diploma del 30 de septiembre de 982, el emperador Otón II, donó al monasterio los pueblos y tierras de Corteolona y Monticelli Pavese, y en Garlasco.
En los siglos XII y XIII, el monasterio era propietario de un terreno cerca de Monticelli Pavese, sobre el cual el monasterio tenía derechos feudales y de ban. Federico Barbarroja está alojado en el palatium cerca del monasterio, más tarde coronado rey en la basílica de San Miguel el Mayor. En 1248 también se hospedó en el mismo palatium el emperador Federico II.
En 1448 el monasterio se unió a los benedictinos de la Congregación de los Padres de Santa Giustina de Padua. Los benedictinos reconstruyeron tanto la iglesia como el monasterio entre 1453 y 1511. La iglesia fue reconstruida en estilo gótico tardío o renacentista (quizás bajo la dirección del arquitecto Giovanni Antonio Amadeo). La importancia del monasterio de Pavía se mantuvo ciertamente hasta mediados del siglo XVI, como lo demuestra el privilegio de confirmación de propiedad e inmunidad otorgado por Carlos I en 1540, seguido de otro similar de Felipe II en 1555. Importante fue 1585, el año en el que se celebró un acto oficial de deposición de los huesos de los reyes, ya enterrados en la antigua iglesia, en el nuevo edificio.
Entre 1777 y 1779 el gobierno austríaco promovió la creación, dentro del monasterio, de la Tipografía del Real Monasterio Imperial de S. Salvatore, encomendada a los monjes, pero financiada por el gobierno y equipada con modernos equipos. En 1782 el monasterio fue suprimido junto con otras corporaciones religiosas de Pavía. En 1795 el monasterio fue cedido al Ayuntamiento para albergar un colegio de estudiantes. Entre 1859 y 1900 la iglesia fue utilizada por el ejército como enfermería y recién en 1901 fue devuelta a la iglesia católica. Desde 2017, se han iniciado investigaciones arqueológicas dentro de la basílica y el antiguo monasterio. Las excavaciones aún no se han completado, pero han desenterrado tumbas lombardas que pueden contener huesos de reyes.

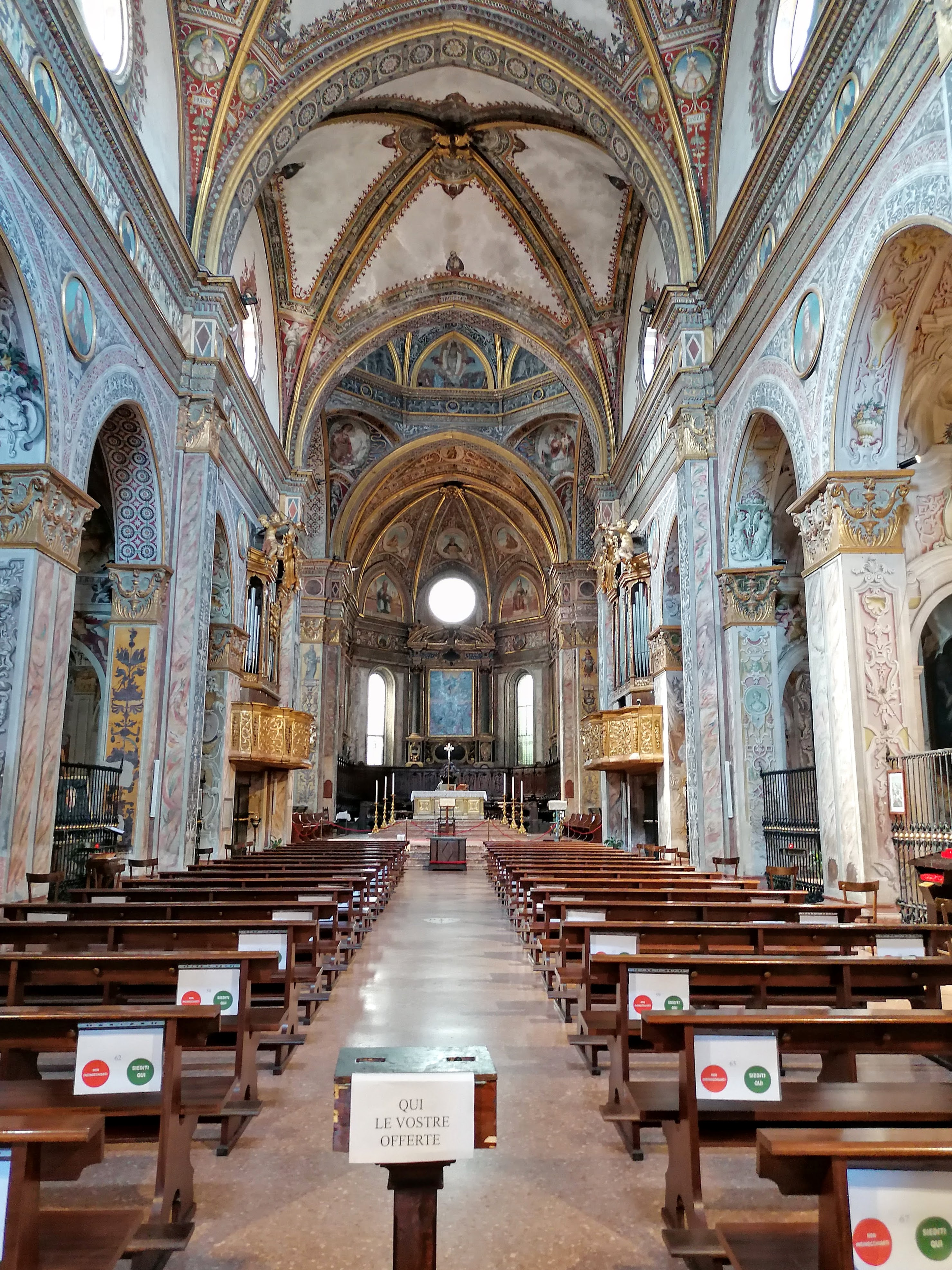
Vista de la nave interior
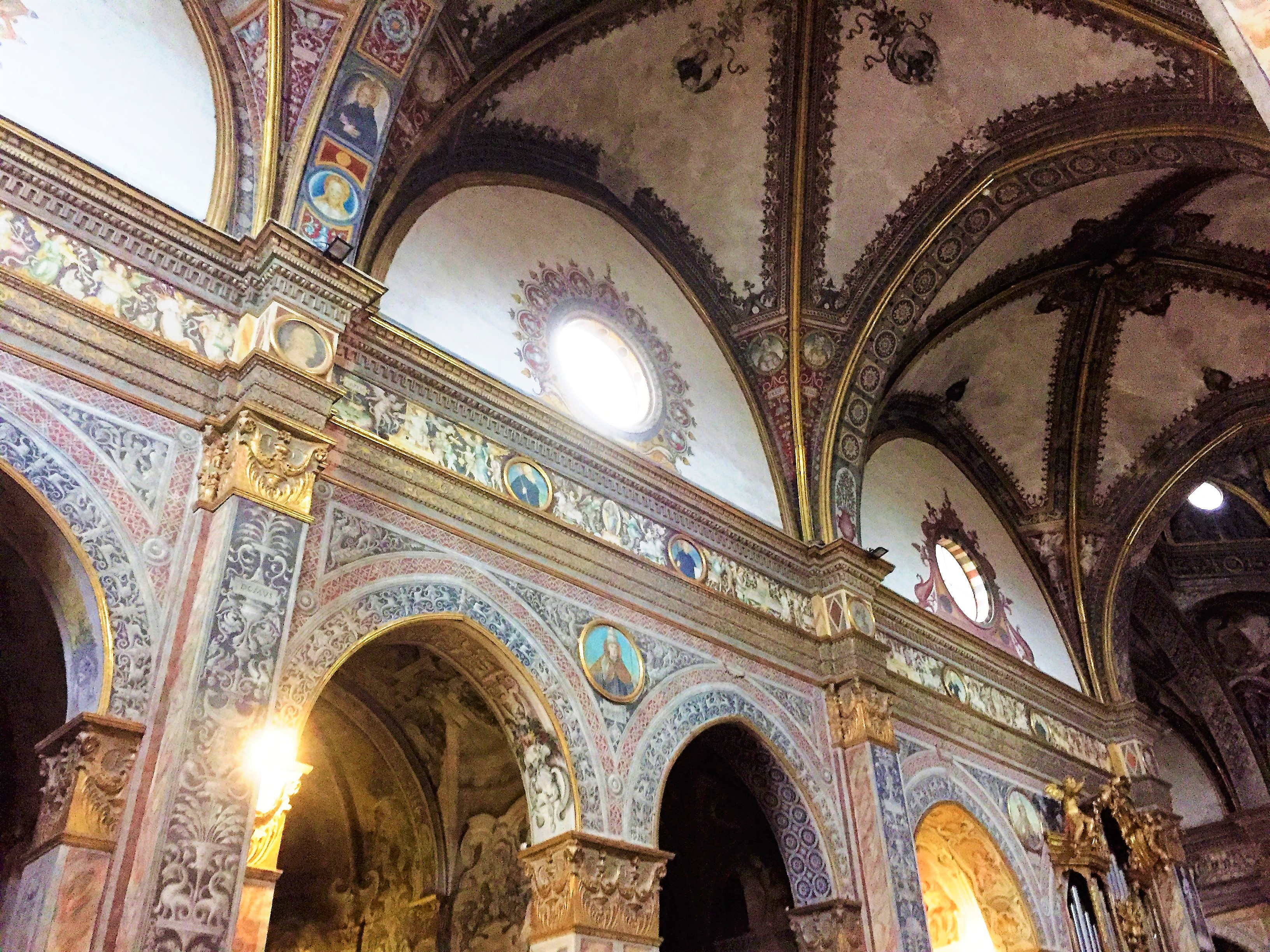
Detalle de la parte superior del lateral de a nave
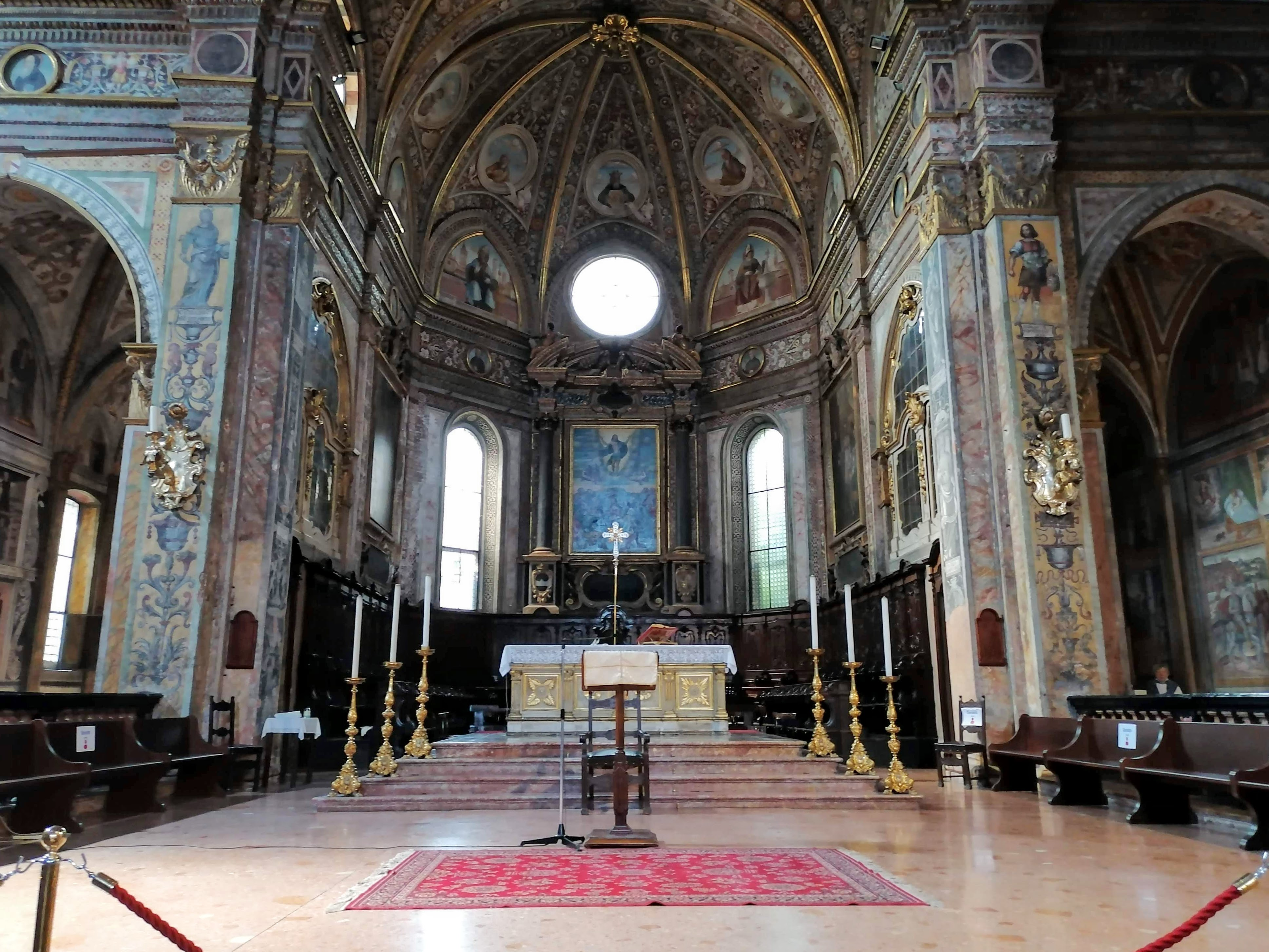
Altar mayor
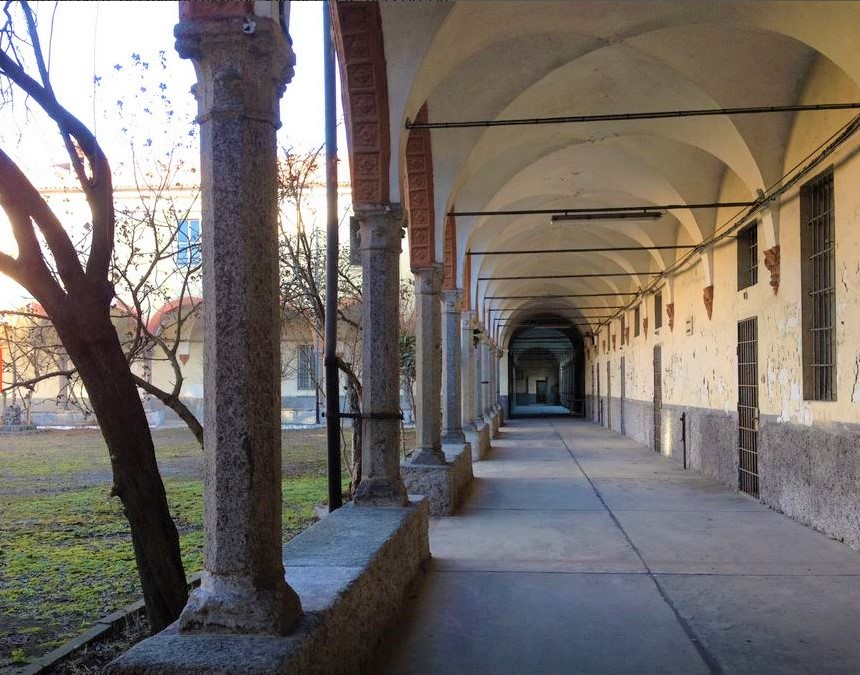
Vista del claustro

## Arquitectura
La iglesia tiene planta de cruz latina con tres ábsides, con bóvedas de crucería gótica. Las tres naves del interior de la iglesia tienen decoraciones clásicas que datan de principios del siglo XVI; motivos grotescos, frisos con ángeles y tondi y retratos de monjes en el entablamento, clipei con profetas en los ábsides y doctores de iglesia en los lunetos. Los frescos y los espacios interiores constituyen elementos renacentistas en un monumento que sigue marcado por el gusto gótico tardío.
En la primera capilla a la izquierda es posible admirar los frescos juveniles del pintor Bernardino Lanzani. Los frescos narran episodios de la vida de San Mayolo de Cluny. La cuarta capilla de la izquierda está dedicada a la vida de San Antonio el Grande. Los frescos son del taller de Lanzani y describen episodios de la vida contemplativa de San Antonio. Al fondo de la iglesia, en el lado derecho del altar mayor, se conserva la capilla dedicada a San Martín de Tours. Es una capilla de grandes volúmenes típica del gótico, con hermosos frescos también de Bernardo Lanzani. En la cúpula, que está dividida en ocho segmentos, está pintada la bóveda celeste, pequeñas nubes y cabezas de querubines con alas moradas formando círculos concéntricos. La clave está dominada por la gran paloma del Espíritu Santo, que planea en el cielo con las alas extendidas, realzada por los rayos de luz dorada. El presbiterio contiene una rica decoración de frescos que datan de principios del siglo XVI, nuevamente por Bernardino Lanzani.
El claustro fue construido entre 1460 y 1470 y devuelto a la parroquia por los militares en 1992, tiene planta cuadrada y está rodeado en los cuatro lados por un pórtico sostenido por columnas. de sección octogonal en granito, provista de capiteles de estilo gótico, contrastados con capiteles en terracota. Aunque todavía están cubiertos con varias capas de pintura, emergen restos de frescos del siglo XV.